# 1000 domande
1000 Domande è un singolo del rapper italiano Vegas Jones, pubblicato il 23 novembre 2018.

## Tracce
1. 1000 domande – 3:00

## Classifiche
| Classifica (2018) | Posizione massima |
| ----------------- | ----------------- |
| Italia            | 70                |